# Jan Karski

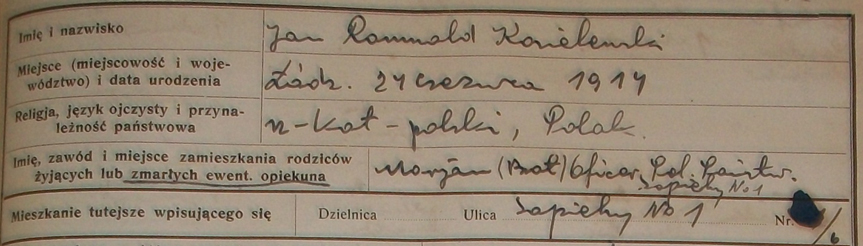
Własnoręcznie wypełniony przez Jana Kozielewskiego formularz z datą urodzenia oraz imieniem brata Mariana Kozielewskiego z archiwum we Lwowie

Jan Karski, właściwie Jan Romuald Kozielewski, pseudonim „Witold” (ur. 24 czerwca 1914 w Łodzi, zm. 13 lipca 2000 w Waszyngtonie) – polski prawnik, historyk, politolog i dyplomata, profesor nauk politycznych.
W II Rzeczypospolitej sekretarz dyrektora Biura Personalnego Ministerstwa Spraw Zagranicznych. Podczas kampanii wrześniowej oficer artylerii Wojska Polskiego, następnie kurier i emisariusz władz Polskiego Państwa Podziemnego i rządu Rzeczypospolitej Polskiej na uchodźstwie, członek Biura Informacji i Propagandy Komendy Głównej Armii Krajowej oraz Rady Pomocy Żydom przy Delegaturze Rządu na Kraj, a także działacz Frontu Odrodzenia Polski.
Świadek Holocaustu. Autor raportów opisujących sytuację polityczną oraz humanitarną na terenach okupowanej przez Niemców II Rzeczypospolitej, obok raportów Pileckiego pierwszego źródła na temat Holocaustu na świecie.
Po II wojnie światowej osiadł w Stanach Zjednoczonych, gdzie zajął się pracą naukową. Przez kilkadziesiąt lat związany był z Uniwersytetem Georgetown, gdzie jako profesor wykładał stosunki międzynarodowe i teorię komunizmu. W 1957 pełnił rolę doradcy Departamentu Stanu oraz Departamentu Obrony Stanów Zjednoczonych w sprawie wydarzeń w Europie Wschodniej.
Za swoją działalność został odznaczony najwyższymi odznaczeniami – polskimi: Orderem Orła Białego i Orderem Virtuti Militari (dwukrotnie) oraz amerykańskim Prezydenckim Medalem Wolności (pośmiertnie). Przez Jad Waszem uhonorowany został tytułem Sprawiedliwy wśród Narodów Świata, był także honorowym obywatelem państwa Izrael. W 1998 został nominowany do Pokojowej Nagrody Nobla. W 2016 prezydent RP mianował go pośmiertnie na stopień generała brygady Wojska Polskiego.

## Życiorys

### Młodość
Był najmłodszym z ośmiorga dzieci Stefana Kozielewskiego i Walentyny Burawskiej. Miał sześciu braci, Mariana, Edmunda, Józefa, Cypriana, Stefana i Bogusława oraz siostrę Laurę.
Brat, Marian Kozielewski (1897–1964), był komendantem Policji Państwowej Warszawy, a następnie organizatorem i pierwszym komendantem głównym Państwowego Korpusu Bezpieczeństwa w strukturach Polskiego Państwa Podziemnego. Edmund i Józef, również służyli w Policji Państwowej, Stefan junior był żołnierzem Marynarki Wojennej, zaś siostra Laura juzistką i szyfrantką.
Jego pradziadowie ze strony matki byli żołnierzami Napoleona, a dziadkowie i wujowie walczyli w powstaniach narodowych – listopadowym i styczniowym.
Wychował się w środowisku wielokulturowej Łodzi, w katolickiej rodzinie kultywującej Józefa Piłsudskiego. Rodzina Kozielewskich mieszkała przy ulicy Kilińskiego 71, w kamienicy czynszowej, w której większość lokatorów była pochodzenia żydowskiego.
Ukończył studia na wydziale prawa i dyplomację na Uniwersytecie Jana Kazimierza we Lwowie (1935), był prymusem w Szkole Podchorążych artylerii konnej we Włodzimierzu Wołyńskim. Po odbyciu praktyki dyplomatycznej, w styczniu 1939 roku został zatrudniony w Ministerstwie Spraw Zagranicznych.

### Początek II wojny światowej
Jako oficer 5 dywizjonu artylerii konnej brał udział w wojnie obronnej 1939 r. Po ataku ZSRR na Polskę 24 września 1939 r. został wzięty pod Krasnobrodem do niewoli sowieckiej. Więziony był w łagrze NKWD w Kozielszczynie pod Połtawą. Dzięki zastosowanemu podstępowi – udawał zwykłego szeregowca – objęty został wymianą jeńców pomiędzy Niemcami i ZSRR. W grudniu 1939 r., po ucieczce z transportu niemieckiego, dotarł do Warszawy i podjął działalność konspiracyjną. Zaprzysiężony przez swojego brata Mariana Kozielewskiego od stycznia 1940 roku działał z ramienia władz podziemnych w misjach kurierskich do rządu polskiego na uchodźstwie we Francji. W czerwcu tego roku wpadł w ręce Gestapo na Słowacji. W trakcie brutalnych przesłuchań w preszowskim więzieniu, nie widząc szans na ratunek, obawiając się, że może nie wytrzymać kolejnych tortur, podciął żyły obu rąk. Został odratowany i przewieziony przez Gestapo do okupowanej Polski. We wspólnej akcji PPS i ZWZ, kierowanej przez Stanisława Rosieńskiego i koordynowanej na miejscu przez podchorążego Zbigniewa Rysia został odbity ze szpitala w Nowym Sączu. Kilku uczestników akcji zostało ujętych. Zostali oni rozstrzelani przez Niemców czternaście miesięcy później, 21 sierpnia 1941 w Biegonicach, wraz z innymi w łącznej liczbie 32 zakładników, lub zginęli w KL Auschwitz. Związku egzekucji w Biegonicach z akcją uwolnienia Jana Karskiego nie potwierdzono. Karski działał następnie w Biurze Propagandy i Informacji Komendy Głównej AK i był aktywnym uczestnikiem Frontu Odrodzenia Polski (FOP), organizacji założonej przez Zofię Kossak-Szczucką kontynuującej działalność przedwojennej Akcji Katolickiej. Publikował w „Prawdzie”, organie prasowym FOP.

### Raport w sprawie Holocaustu
Jan Karski był kurierem i emisariuszem politycznym. W podziemiu znany był pod pseudonimem „Witold”. Używał także innych: „Piasecki”, „Kwaśniewski”, „Znamierowski”, „Kruszewski”, „Kucharski”. Przekonany przez przywódców podziemia żydowskiego dwukrotnie przedostał się do getta warszawskiego, a następnie, w przebraniu ukraińskiego strażnika pomocniczej formacji SS, wszedł na teren obozu, z którego Niemcy transportowali Żydów na śmierć. Początkowo zidentyfikował to miejsce jako obóz zagłady w Bełżcu – później okazało się, że widział obóz tranzytowy w Izbicy.
Swoje raporty Kozielewski (Karski) przygotowywał i redagował razem z bratem Marianem Kozielewskim, przedwojennym oficerem polskiej policji oraz pierwszym komendantem granatowej policji w Warszawie, który podczas okupacji był komendantem Państwowego Korpusu Bezpieczeństwa w strukturach Polskiego Państwa Podziemnego. Fakt ten odnotowany jest we wstępie Raportu pt. „Dane osobiste sprawozdawcy”, w którym brat Marian występuje pod pseudonimem „Konrad”. Raport ten powstał w początku lutego 1940 roku w Angers, spisany z pamięci przez kuriera. Był on historycznie drugim.  Pierwszy raport napisany został przez braci Kozielewskich w końcu grudnia 1939 roku, następnie został przekazany serbskiemu dyplomacie Dobrosawowi Adamowicowi, chargé d’affaires Poselstwa Jugosławii w Warszawie, który zabrał go do Belgradu i tam przekazał posłowi polskiemu, ten zaś – dalej do Paryża, gdzie ostatecznie trafił do premiera rządu gen. Władysława Sikorskiego. Do niedawna raport ten uchodził za zaginiony. Został odnaleziony i zidentyfikowany w zasobach Instytutu Sikorskiego przez Waldemara Piaseckiego, który omawia raport w miesięczniku „Odra”.

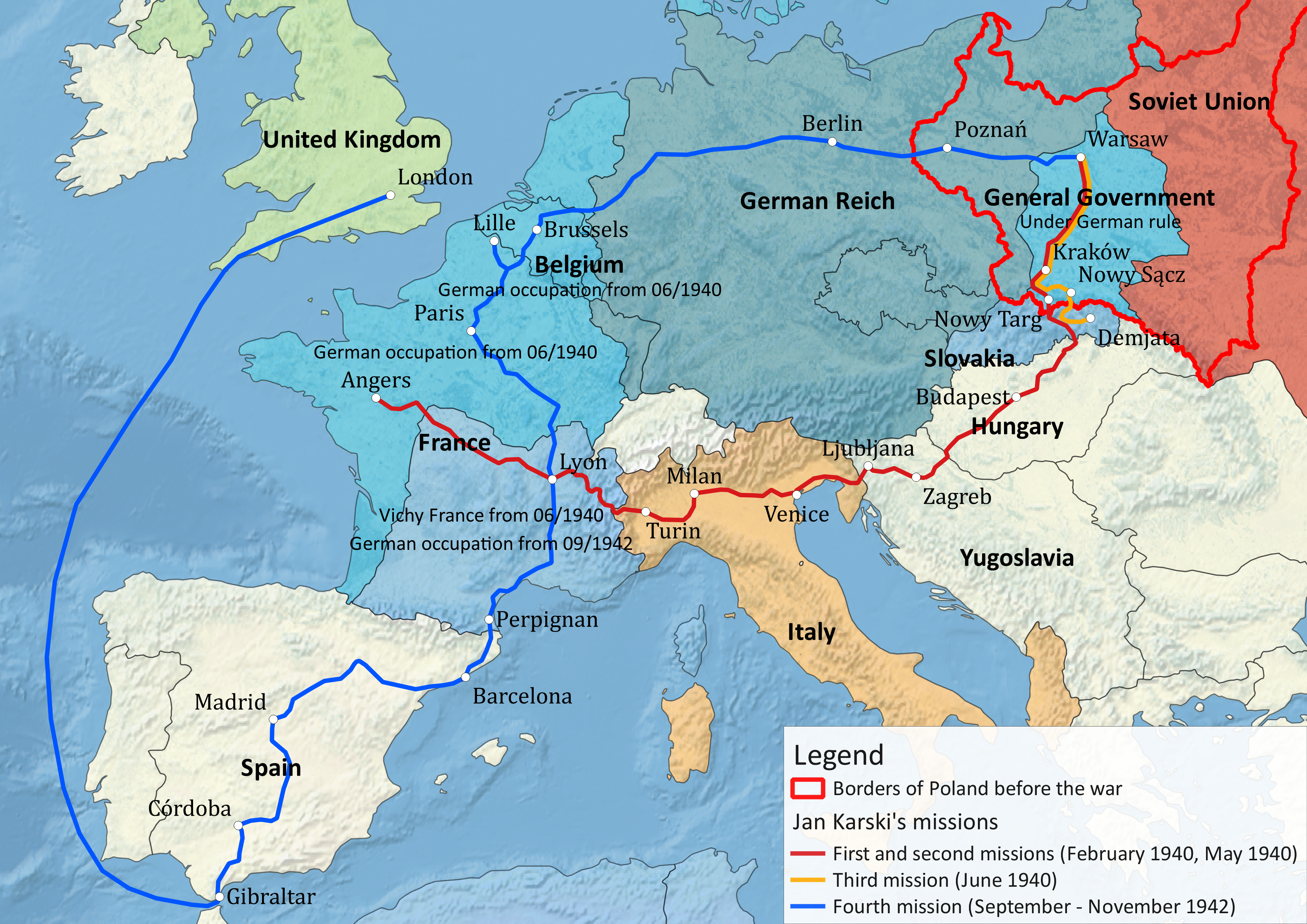
Mapa misji Jana Karskiego

Trzeci – już samodzielnie przygotowany przez Karskiego – raport  został w ostatecznej wersji zredagowany w początku grudnia 1942 roku w Londynie i przekazany polskiemu rządowi. Następnie, w wersji angielskiej, także przywódcom alianckim. Był to efekt misji powierzonej mu przez Cyryla Ratajskiego, Delegata Rządu na Kraj. W części raportu dotyczącej eksterminacji Żydów - przy współpracy środowisk żydowskich. Przekazał informacje o strukturze, organizacji i funkcjonowaniu Państwa Podziemnego w okupowanej Polsce, które było fenomenem w skali wszystkich okupowanych państw europejskich.  W części dotyczącej Żydów – relację naocznego świadka z getta warszawskiego i obozu tranzytowego w Izbicy. Rząd generała Władysława Sikorskiego postanowił „Raport Karskiego” przekazać z prośbą o pomoc rządom Anglii i USA. Uważa się, że na podstawie dokumentów przywiezionych przez Karskiego w postaci mikrofilmów i potwierdzonych jego świadectwem, ówczesny minister spraw zagranicznych w rządzie RP w Londynie Edward Raczyński przygotował i 10 grudnia 1942 przedstawił aliantom szczegółowy raport o holokauście. Była to najważniejsza jego misja.
28 lipca 1943 roku Karski został przyjęty przez Franklina Delano Roosevelta, prezydenta USA. Polski wysłannik przekazał przedstawicielom najwyższych władz alianckich postulaty przywódców żydowskich o ratunek dla Żydów. Proponował wystosowanie ultimatum wielkich mocarstw wobec Niemiec, że jeżeli nie zaprzestaną mordu na Żydach, zbombardowane zostaną ich miasta. Innym rozwiązaniem byłoby bombardowanie linii kolejowych do obozów zagłady lub dostarczanie broni, pieniędzy oraz paszportów partyzantom i uciekającym przed zagładą Żydom. Podczas tego spotkania prezydent Roosevelt po wysłuchaniu raportu polskiego emisariusza na temat Żydów powiedział: „Policzymy się z Niemcami po wojnie. Panie Karski, proszę mnie ewentualnie wyprowadzić z błędu, ale czy Polska jest krajem rolniczym? Czy nie potrzebujecie koni do uprawy waszej ziemi?”.
Jan Karski w Ameryce spotkał się z wieloma wybitnymi osobistościami, takimi jak Felix Frankfurter, Cordell Hull, William Joseph Donovan, Samuel Stritch czy Stephen Wise. Przedstawiał swój „raport” wszędzie, gdzie udało mu się dotrzeć – politykom, biskupom, przedstawicielom mediów i przemysłu filmowego z Hollywood oraz artystom. Wyuczył się go na pamięć i streścił w 18 minutach, tak aby nie „nudzić” słuchaczy. Jednak nigdzie nie znalazł zainteresowania tragedią narodu żydowskiego. Wiele osób, z którymi rozmawiał, nie wierzyło w jego relacje i uznawało je za propagandę rządu polskiego na uchodźstwie. To, co opowiadał Karski, niektórzy jego rozmówcy określali jako niewiarygodne i być może byli szczerzy. Polski emisariusz nie był jedyny. Napływały inne relacje, w tym od samych Żydów. Po wyzwoleniu obozów koncentracyjnych dominującą reakcją był szok.
W 1944 r. na polecenie rządu emigracyjnego w Londynie, po nieudanej próbie nakręcenia filmu poświęconego swojej misji, Karski napisał „Tajne państwo” (Story of a Secret State). Książka ukazała się w listopadzie 1944 r. w Bostonie i zrobiła w USA furorę. Dopiero z niej Amerykanie dowiedzieli się o walce i cierpieniach Polaków, o roli państwa podziemnego, a także o zagładzie Żydów. Prasa amerykańska oceniła książkę entuzjastycznie. „Tajne państwo” szybko stało się bestsellerem, a jego sprzedaż sięgnęła 400 tysięcy egzemplarzy.
Za swoją działalność został w latach 1941 i 1943 dwukrotnie odznaczony Orderem Virtuti Militari. Wojnę zakończył w stopniu porucznika Armii Krajowej.

### Okres powojenny, USA
Jan Karski po wojnie związał się z jezuickim Uniwersytetem Georgetown w Waszyngtonie. Zdobył tu stopień naukowy doktora, później profesora nauk politycznych i przez 40 lat wykładał na Wydziale Służby Zagranicznej stosunki międzynarodowe i teorię komunizmu. Jednym z jego studentów był 42. prezydent USA, Bill Clinton. W 1970 roku napisał fundamentalną monografię „The Great Powers and Poland, 1919–1945: From Versailles to Yalta” („Wielkie mocarstwa wobec Polski 1919–1945. Od Wersalu do Jałty”), a w lipcu tego roku został odznaczony Krzyżem Armii Krajowej. Członek Polskiego Towarzystwa Naukowego na Obczyźnie (od 1985). 16 lipca 1986 został odznaczony przez prezydenta RP na uchodźstwie Krzyżem Komandorskim Orderu Odrodzenia Polski za długoletnią pracę i wysiłek w szerzeniu prawdy o rzeczywistości w Kraju w walce Narodu przeciw niemieckiemu najeźdźcy, oraz za obronę dobrego imienia Narodu Polskiego na arenie międzynarodowej. 

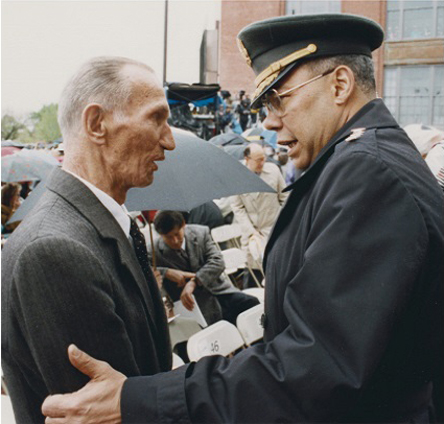
Jan Karski i generał Collin Powell podczas uroczystości otwarcia Muzeum Holocaustu w Waszyngtonie (1993)

Udział w filmie Shoah (1985) Claude’a Lanzmanna przywrócił dla światowej opinii publicznej Jana Karskiego i jego zapomniane czyny z okresu wojny i ich wymiar moralny. W 1982 roku otrzymał tytuł Sprawiedliwego wśród Narodów Świata i posadził drzewko na terenie Instytutu Jad Waszem w Jerozolimie. Przyjął go prezydent Izraela. W 1994 roku otrzymał honorowe obywatelstwo państwa Izrael. Postanowieniem Prezydenta RP z dnia 9 marca 1994 r. za wybitne zasługi w walkach o niepodległość Rzeczypospolitej Polskiej oraz działalność polonijną odznaczony został Krzyżem Komandorskim z Gwiazdą Orderu Odrodzenia Polski. 8 maja 1995 roku w 50. rocznicę kapitulacji hitlerowskich Niemiec otrzymał Order Orła Białego. Osiem uniwersytetów amerykańskich i polskich (m.in. Uniwersytet Warszawski 18 czerwca 1991, Uniwersytet Marii Curie-Skłodowskiej 28 czerwca 1995, i Uniwersytet Łódzki 1996) uhonorowało go doktoratami honoris causa.
W 1995 roku nie zdecydował się poprzeć w wyborach prezydenckich ubiegającego się o reelekcję Lecha Wałęsy, co spotkało się z reakcją m.in. Władysława Bartoszewskiego i Jana Nowaka-Jeziorańskiego, którzy na łamach „Rzeczpospolitej” opublikowali list otwarty, w którym skrytykowali Karskiego. Karski uznał ten manifest za publiczną zniewagę.
W 1996 roku zrealizowano o nim dokumentalny film Waldemara Piaseckiego i Michała Fajbusiewicza, Moja misja. Podczas pobytu w Polsce na początku lutego 1997 otrzymał Nagrodę im. brata Alberta za heroiczną służbę Polsce. W 1998 roku, w 50. rocznicę powstania państwa Izrael został nominowany do Pokojowej Nagrody Nobla.
Jan Karski zmarł 13 lipca 2000 roku w Waszyngtonie i został pochowany na tamtejszym cmentarzu Mount Olivet (Góry Oliwnej), u boku żony, Poli Nireńskiej. Podczas uroczystości żałobnych hołd oddali mu prezydenci USA i Polski: Bill Clinton oraz Aleksander Kwaśniewski.

## Życie prywatne
W 1965 roku poślubił 54-letnią warszawiankę żydowskiego pochodzenia Polę Nireńską (1910–1992), znaną tancerkę i choreografkę. Byli małżeństwem do jej tragicznej samobójczej śmierci w lipcu 1992. Nie mieli dzieci. Śmiercią samobójczą zginął też brat Jana Karskiego, Marian Kozielewski (1897–1964). Przyjaciółką Jana Karskiego przez ostatnie 8 lat życia była projektantka mody Kaya Mirecka-Ploss.

## Upamiętnienie

### Wydarzenia, ulice, szkoły

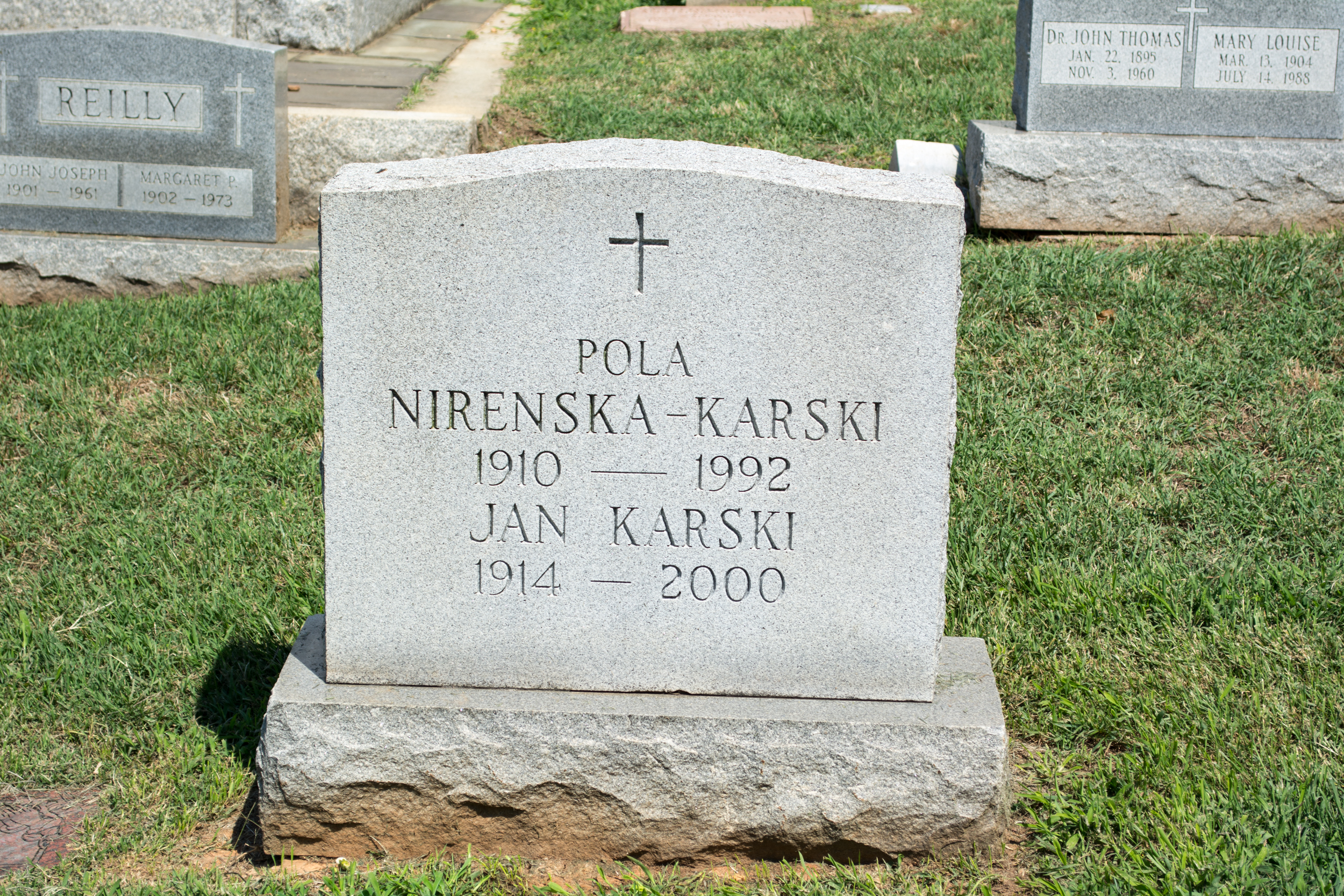
Nagrobek Jana Karskiego i jego żony Poli Nireńskiej na cmentarzu Mount Olivet w Waszyngtonie

- W 2001 r. imieniem Jana Karskiego nazwano ulicę w Łodzi[34].
- W kwietniu 2009 tabliczka z nazwiskiem Karskiego zawisła na rogu Madison Avenue i 37. Ulicy w Nowym Jorku, w pobliżu konsulatu generalnego RP na Manhattanie. W związanych z tym uroczystościach wziął udział między innymi były burmistrz miasta Ed Koch. O odsłonięciu tablicy Jana Karskiego 17 kwietnia 2009 informowało wiele mediów w Stanach Zjednoczonych, jak również Ha-Arec – jeden z najważniejszych dzienników w Izraelu[35].
- 29 maja 2012 Prezydencki Medal Wolności przyznany pośmiertnie Janowi Karskiemu odebrał w Waszyngtonie z rąk prezydenta USA Baracka Obamy były minister spraw zagranicznych RP, Adam Daniel Rotfeld[36]. Rodzina Karskiego, której odznaczenie należne było z mocy prawa, została w procedowaniu pominięta. Prawdopodobnie strona amerykańska nie została powiadomiona o jej istnieniu. Podczas uroczystości doszło do użycia przez Baracka Obamę określenia „polskie obozy koncentracyjne”, które wywołało liczne protesty, a po nich – oficjalne sprostowanie prezydenta USA i wyrażenie przezeń ubolewania za przejęzyczenie.
- Od początku 2010 r. Muzeum Historii Polski w Warszawie prowadzi program „Jan Karski. Niedokończona misja”, który ma na celu przywrócenie pamięci o czynach i osobie legendarnego emisariusza w Polsce i na świecie.
- Rok 2014 uchwałą Sejmu RP VII kadencji z 6 grudnia 2013 został ogłoszony Rokiem Jana Karskiego w Polsce[37][38]. W programie obchodów Roku znalazły się różnorodne działania i wydarzenia takie jak wystawy, warsztaty edukacyjne, panele dyskusyjne, konferencje i pokazy filmów organizowane w kraju i za granicą. Międzynarodowe upamiętnianie legendarnego emisariusza rozpoczęła konferencja „Responsibility to protect – the legacy of Jan Karski” oraz wystawa w Parlamencie Europejskim w Brukseli. W ciągu roku w kilkunastu miastach Polski odbyły się Dni Karskiego organizowane lokalnie, z inicjatywy władz miasta i innych instytucji publicznych przy wsparciu Muzeum Historii Polski. Panelową wystawę “Jan Karski. Człowiek Wolności” zaprezentowano w kilku językach w kilkudziesięciu miejscach na całym świecie, w tym w Polsce.
- Na początku lutego 2014 roku Towarzystwo Jana Karskiego i rodzina bohatera wystąpiły do Prezydenta RP, Bronisława Komorowskiego, o pośmiertne awansowanie Jana Karskiego do stopnia generała brygady w uznaniu zarówno jego własnych zasług wojennych, jak też zasług wszystkich kurierów i emisariuszy Polski Podziemnej[6][39]. Minister obrony narodowej nie wystąpił do Prezydenta RP z wnioskiem o taki awans, co wywołało wiele interpelacji poselskich oraz głosów krytyki z trybuny sejmowej. W 2016 r. następny minister obrony narodowej wystąpił do Prezydenta RP Andrzeja Dudy z wnioskiem o taki awans i postanowieniem Prezydenta RP z 2 września 2016 r. porucznik Jan Kozielewski (Karski) pośmiertnie został mianowany generałem brygady[40]. Nominację ogłoszono i wręczono z okazji Święta Niepodległości 11 listopada 2016 r.[41]
- Amerykański tygodnik „Newsweek” uznał Karskiego za jedną z najwybitniejszych postaci XX wieku, zaś jego misję wojenną określił mianem jednego z moralnych kamieni milowych cywilizacji upływającego stulecia.
- Francuski pisarz Yannick Haenel opisał losy Karskiego w wydanej w sierpniu 2009 powieści pt. Jan Karski, która wywołała wiele kontrowersji we Francji. Opisany w książce Claude Lanzmann, autor filmu Shoah, zarzucił autorowi manipulowanie historią. Autor książki postawił z kolei dokładnie ten sam zarzut reżyserowi na łamach Le Monde[42].
- 5 czerwca 2014 r. w Warszawie w Ogrodzie Sprawiedliwych odsłonięto kamień upamiętniający jego osobę i posadzono drzewo pamięci.
- W dniach 23 i 24 czerwca 2014 r. w rocznicę 100-lecia urodzin Jana Karskiego Towarzystwo Jana Karskiego zorganizowało Międzynarodową Konferencję „Jan Karski. Misja kompletna. Mission Accomplished” pod patronatem noblisty Elie Wiesela, Aleksandra Kwaśniewskiego – Prezydenta RP w l. 1995-2005, Mosze Kantora, prezesa Europejskiego Kongresu Żydów i Michaela Schudricha, Naczelnego Rabina Polski[43][44].
- 24 czerwca 2014 r., dokładnie w setną rocznicę urodzin, w Lublinie, w sąsiedztwie pomnika Ofiar Getta Lubelskiego posadzono Dąb Pamięci Jana Karskiego. Dokonały tego: siostra cioteczna bohatera Edwarda Natkański, jego bratanica i córka chrzestna dr Wiesława Kozielewska-Trzaska, naczelny rabin Polski Michael Shudrich i biskup Tadeusz Pieronek[45]. Tego samego dnia w bazylice archikatedralnej w Łodzi odsłonięto tablicę poświęconą osobie Jana Karskiego. W uroczystej mszy, której przewodniczył metropolita łódzki abp Marek Jędraszewski uczestniczyła rodzina Karskiego i przyjaciele, a także m.in. delegacja z łódzkiej szkoły jego imienia, naukowcy oraz prezydent Łodzi[46].
- 5 czerwca 2017 roku w Muzeum Powstania Warszawskiego inaugurowano, z inicjatywy Towarzystwa Jana Karskiego obchody 75-lecia wojennej misji bohatera, nad którymi patronat przyjął Prezydent RP[47].
- Imię Jana Karskiego nosi bądź nosiło sześć placówek oświatowych w Polsce:
  - Publiczne Gimnazjum nr 18 w Łodzi[48]
  - Publiczne Gimnazjum nr 14 w Rudzie Śląskiej[49]
  - Zespół Szkół Ogólnokształcących Integracyjnych nr 4 w Kielcach[50]Tablica poświęcona Janowi Karskiemu na gmachu III LO w Łodzi, do którego uczęszczał

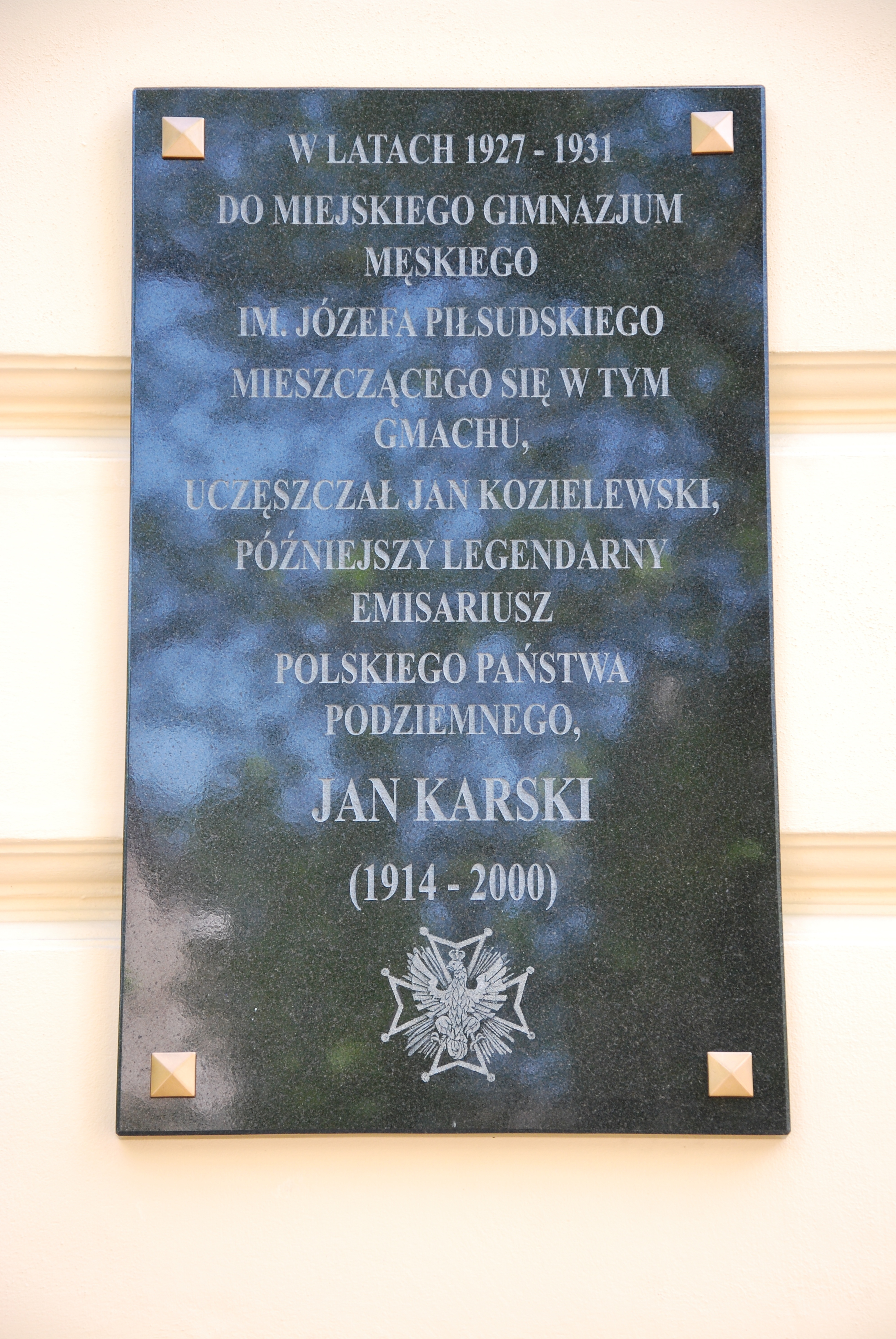
Tablica poświęcona Janowi Karskiemu na gmachu III LO w Łodzi, do którego uczęszczał

  - Zespół Szkół nr 42 w Warszawie; Technikum nr 8, Zasadnicza Szkoła Zawodowa nr 37[51]
  - Zespół Szkół Społecznych SPLOT w Nowym Sączu
  - Publiczne Gimnazjum w Wiśniowej Górze[52]
- Imieniem Jana Karskiego nazwano w 2016 r. ulicę w częstochowskiej dzielnicy Kiedrzyn[53]
- W 2015 roku Jan Karski został patronem XXVII promocji w Krajowej Szkole Administracji Publicznej[54]. W 2016 roku zdecydowano[doprecyzuj!], że rondo w Szczecinie będzie nosiło imię Jana Karskiego.
- W 2016 roku decyzją prezydenta RP Andrzeja Dudy, został pośmiertnie awansowany na stopień generała brygady Wojska Polskiego[9].
- W 2024 odbył się w Muzeum Historii Polski (MHP) w Warszawie premierowy pokaz amerykańskiego filmu „Zapamiętaj. Świadectwo Jana Karskiego” („Remember this. The Lesson of Jan Karski”)[55].

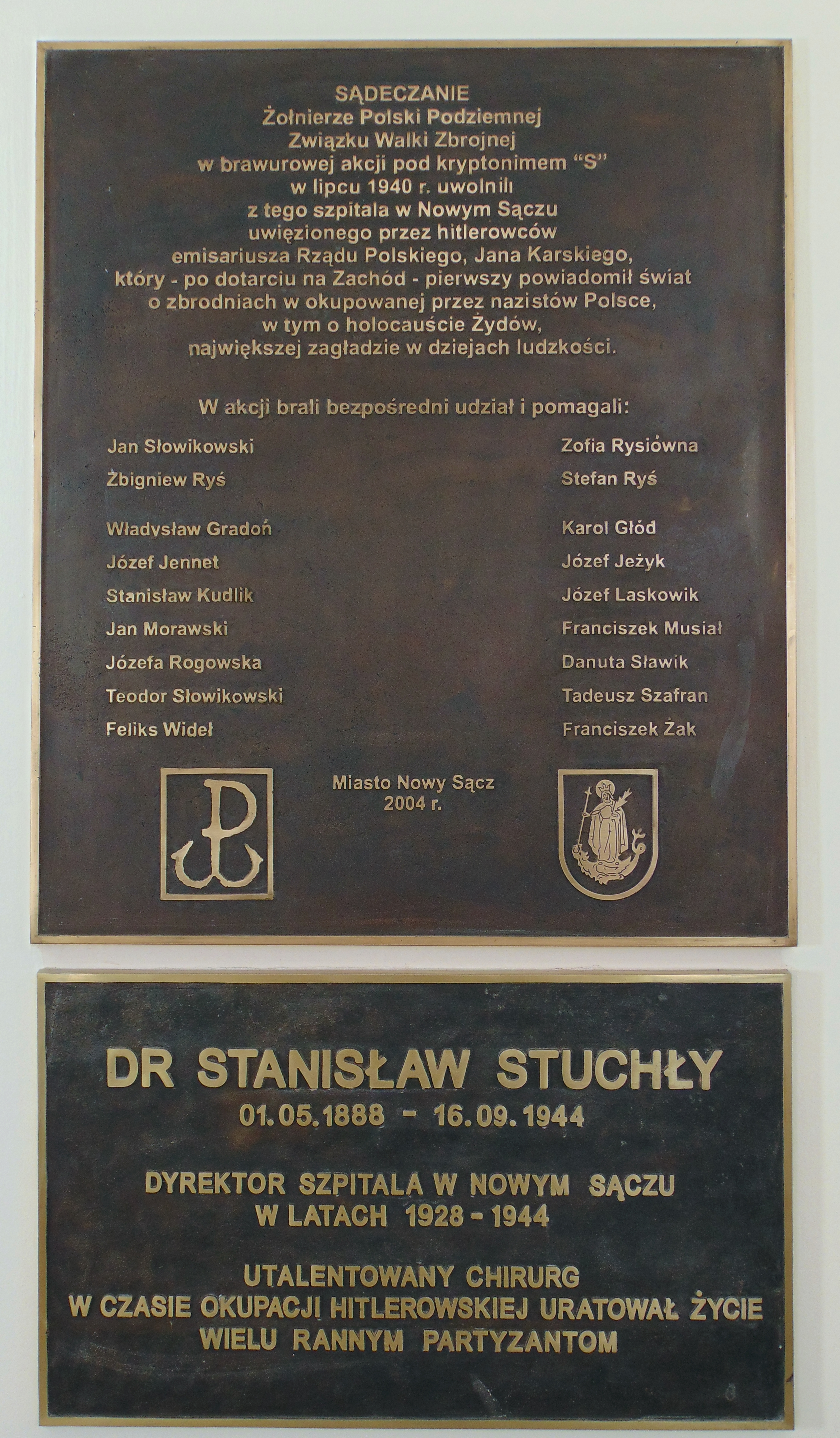
Tablica w Szpitalu w Nowym Sączu, upamiętnia miejsce akcji uwolnienia Jana Karskiego

### Nagrody, medale
- Od 1993 r. przyznawana jest Nagroda Jana Karskiego i Poli Nireńskiej, ufundowana w 1992 przez prof. Jana Karskiego. Nagroda administrowana jest przez Żydowski Instytut Naukowy YIVO (YIVO Institute for Jewish Research) w Nowym Jorku.Ławeczka Karskiego w Nowym Jorku, pokryta złotą włóczką przez Olek

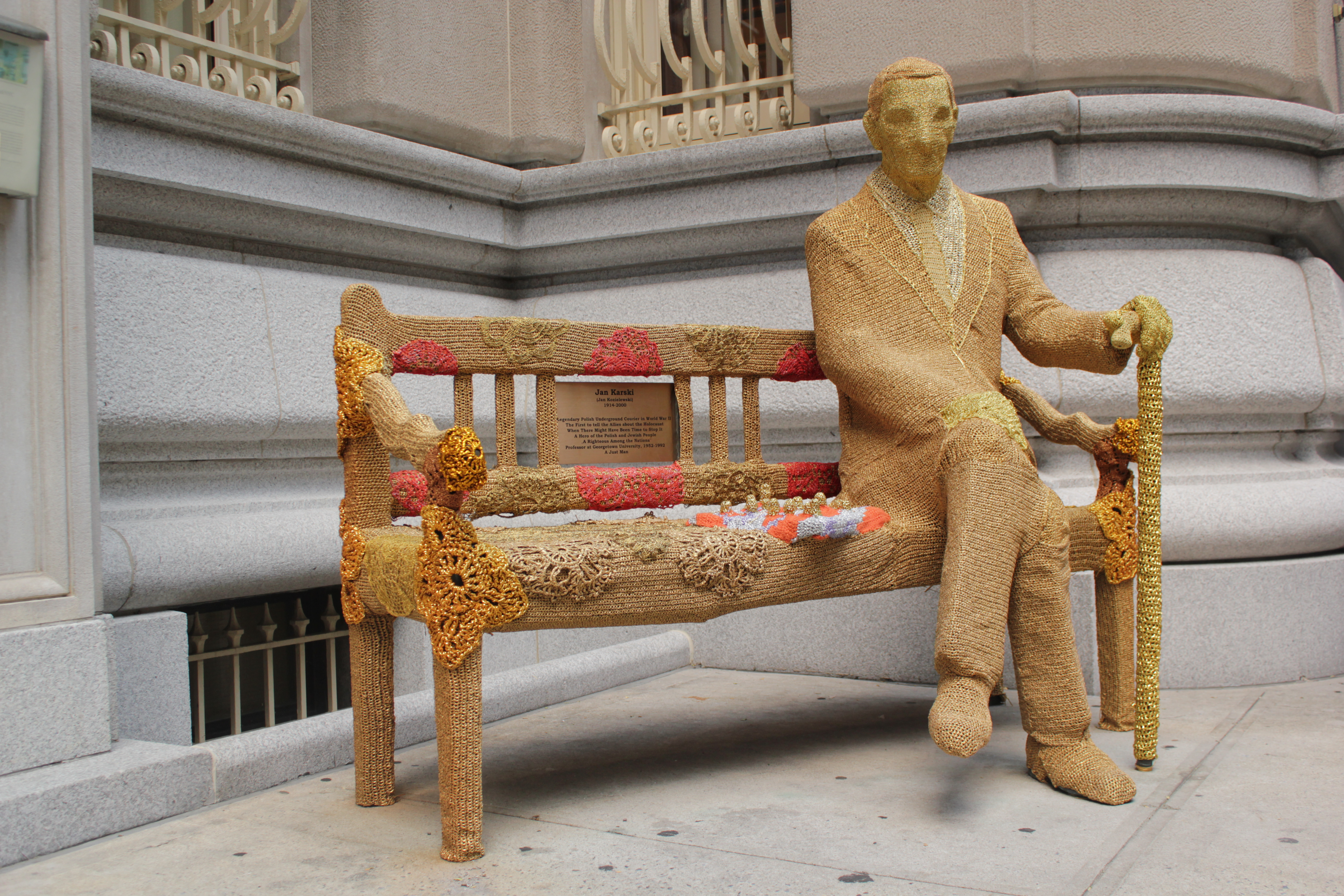
Ławeczka Karskiego w Nowym Jorku, pokryta złotą włóczką przez Olek

- Wiosną 2000 roku Jan Karski ustanowił Nagrodę Orła Jana Karskiego i wręczył dwóm pierwszym laureatom, którymi zostali: Jacek Kuroń i ks. prof. Józef Tischner. Jest to jedyna nagroda ustanowiona wyłącznie w swoim imieniu przez bohatera. W jej kolejnych edycjach otrzymali ją m.in. Elie Wiesel, Szimon Peres, Lech Wałęsa, Aleksander Kwaśniewski, Tadeusz Mazowiecki, Bronisław Geremek, Adam Michnik, Karol Modzelewski, Oriana Fallaci, Richard Pipes, kardynał Stanisław Dziwisz, biskup Tadeusz Pieronek, „Tygodnik Powszechny”, Hoover Institution, United States Holocaust Memorial Museum, Muzeum Bojowników Getta, Rotary International, Borys Niemcow, rabin Abraham Skórka, pośmiertnie generał Władysław Anders, pośmiertnie Paweł Adamowicz.
- 24 kwietnia 2014 roku Narodowy Bank Polski wprowadził do obiegu monety „100. rocznica urodzin Jana Karskiego” o nominałach 200 zł, 10 zł i 2 zł[56].
- Dla uświetnienia rocznicy 75-lecia Misji Jana Karskiego Towarzystwo Jana Karskiego w Nowym Jorku wybiło Medal 75-lecia Misji Jana Karskiego w edycji zaledwie trzydziestu egzemplarzy. Autorem projektu jest wybitny artysta-plastyk Janusz Kapusta z Nowego Jorku, a wykonawcą znany polski medalier Wiesław Kulej. Pierwszy medal został wręczony w Watykanie papieżowi Franciszkowi. Na liście uhonorowanych znajdują się m.in. prezydenci państw, których obywatelem był Jan Karski – Polski, Stanów Zjednoczonych i Izraela identyfikujący się z jego dziełem wojennym[57], Abraham Foxman z Ligi Przeciw Zniesławianiu (ADL)[58] i dr Maciej Siekierski, dyrektor Kolekcji Europejskiej Instytutu Hoovera[59]

### Pomniki
W ramach obchodów 75-lecia wojennej misji Jana Karskiego, 3 grudnia 2017 roku odsłonięty został w Izbicy koło Krasnegostawu monument dłuta Andrzeja Pityńskiego upamiętniający 75-lecie wejścia na początku października 1942 roku emisariusza do zorganizowanego w tej miejscowości przez hitlerowskiego okupanta obozu tranzytowego dla Żydów, skąd transportami kolejowymi wywożeni byli do obozów Zagłady w Bełżcu i Sobiborze.
Najczęstszą formą pomnika Jana Karskiego są „Ławki Karskiego”. Pierwsza tzw. ławka Karskiego stanęła wkrótce po jego śmierci, we wrześniu 2002 r. na campusie Uniwersytetu Georgetown w Waszyngtonie, gdzie Jan Karski jako profesor wykładał nauki polityczne. Kopia tej samej ławeczki została uroczyście odsłonięta 11 listopada 2007 r. w Nowym Jorku. Jest to pomnik autorstwa Karola Badyny. Pomnik stanął u zbiegu 37. ulicy i Madison Avenue, naprzeciwko konsulatu generalnego RP na Manhattanie. Róg 37. ulicy i Alei Madison nazwano Jan Karski Corner. W kolejnych latach powstały kolejne „ławki Karskiego” według tego samego lub podobnego projektu: w Kielcach (2005), Łodzi (2009), Tel Awiwie (2009), Warszawie (2013) i Krakowie (2016). Upamiętnianie Jana Karskiego pomnikami w formie ławek z postacią bohatera spotkało się z protestami rodziny Jana Karskiego oraz Towarzystwo Jana Karskiego z Nowego Jorku. W podnoszonych wielokrotnie protestach podkreślano, że upamiętnianie Jana Karskiego w formie pomników jest niezgodne z jego postawą życiową oraz że był on przeciwny upamiętnianiu pomnikami.

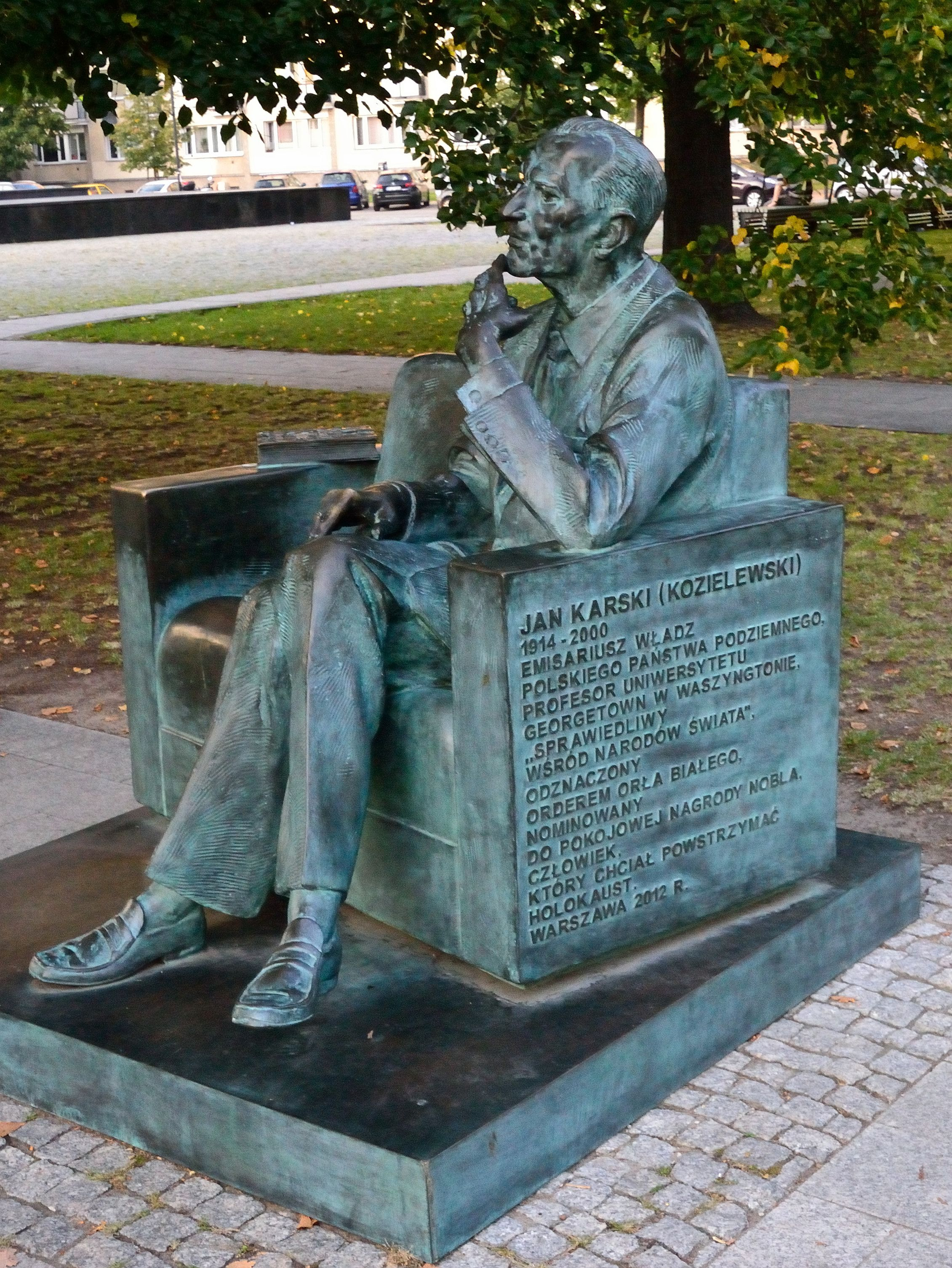
Jan Karski, pomnik w Warszawie

## Publikacje
- Courier from Poland: The Story of a Secret State, Houghton Mifflin, Boston 1944.
  - Przekład polski: Tajne państwo. Opowieść o polskim Podziemiu, tłum. Waldemar Piasecki, Wydawnictwo „Twój Styl”, Warszawa 1999, ISBN 83-7163-177-4; wyd. 2, Rosner & Wspólnicy, Warszawa 2004, ISBN 83-89217-39-2.
  - Przekład polski: Tajne państwo. Opowieść o polskim Podziemiu, tłum. Grzegorz Siwek, Znak Horyzont, Kraków 2014, ISBN 978-83-240-3005-7.
- The Great Powers and Poland, 1919–1945: From Versailles to Yalta, University Press of America, Lanham, MD 1985.
  - Przekład polski: Wielkie mocarstwa a Polska, Wydawnictwo Społeczne KOS, 2 t., Warszawa 1987.
  - Przekład polski: Wielkie mocarstwa wobec Polski 1919–1945. Od Wersalu do Jałty, tłum. Elżbieta Morawiec, Wszechnica Społeczno-Polityczna, Kraków 1989; wyd. 2, PIW, Warszawa 1992, ISBN 83-06-02162-2.
- Tajna dyplomacja Churchilla i Roosevelta w sprawie Polski (1940–1945), „Zeszyty Historyczne” 78 (1986), s. 14–24 (przedruk: Lublin 1995, ISBN 83-227-0742-8).
- Polska powinna stać się pomostem między narodami Europy Zachodniej i jej wschodnimi sąsiadami, Łódź 1997 (przemówienie).
- Emisariusz własnymi słowami. Zapis rozmów przeprowadzonych w latach 1995–1997 w Waszyngtonie emitowanych w Głosie Ameryki, red. Maciej Wierzyński, PWN, Warszawa 2013, ISBN 978-83-7705-455-0.

## Literatura o Janie Karskim

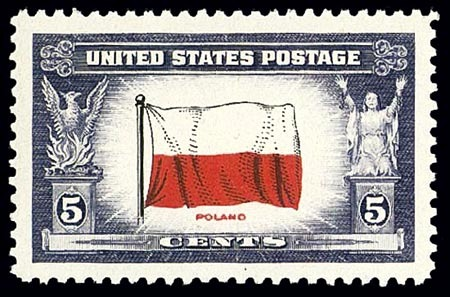
Amerykański znaczek pocztowy z 1943 roku poświęcony Polskiemu Państwu Podziemnemu

- Jerzy Korczak, Misja ostatniej nadziei, Oficyna Wydawnicza VOLUMEN, Warszawa 1992.
- E. T. Wood, Karski: opowieść o emisariuszu, Kraków 1996.
- Jerzy Korczak, Karski, Oficyna Wydawnicza „Rytm”, Warszawa 2001.
- S. M. Jankowski, Karski: raporty tajnego emisariusza, Poznań 2009.
- Y. Haenel, Jan Karski powieść, Wydawnictwo Literackie, Kraków 2010.
- Jerzy Korczak, Karski. Opowieść biograficzna, VEDA Agencja Wydawnicza, Warszawa 2010.
- A. Żbikowski, Karski, Warszawa 2011.
- Jan Karski a odpowiedzialność za ochronę, Wydawnictwo Semper i Fundacja Edukacyjna Jana Karskiego, Warszawa 2015.
- Waldemar Piasecki, Jan Karski. Jedno życie, tom. I „Madagaskar”, Wydawnictwo Insignis, Kraków 2015.
- Waldemar Piasecki, Jan Karski. Jedno życie, tom. II „Inferno”, Wydawnictwo Insignis, Kraków 2017.

## W kulturze popularnej
Filmografia

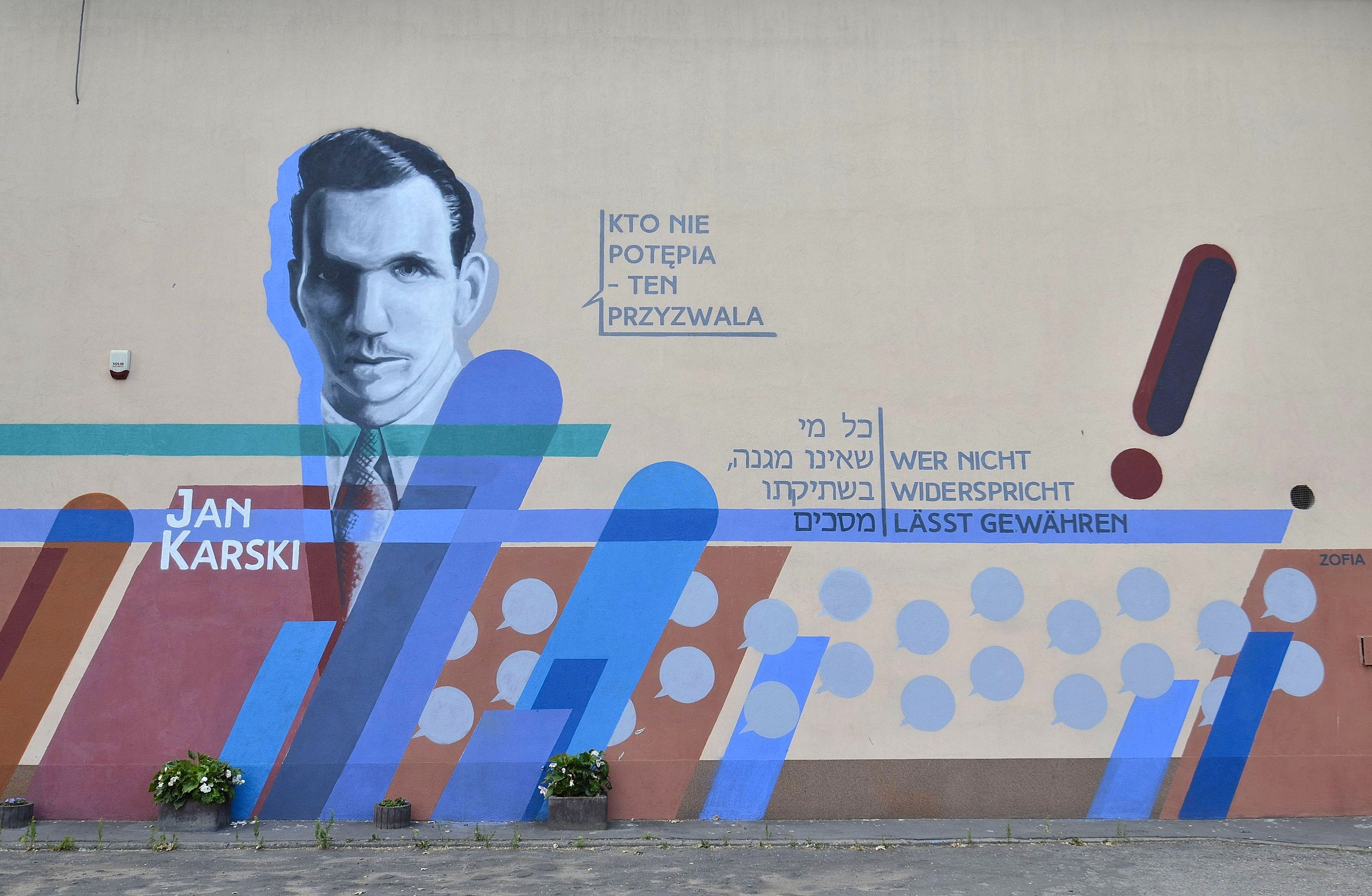
Mural Kto nie potępia ten przyzwala upamiętniający Jana Karskiego przy ul. Lubelskiej 30/32 w Warszawie

- Daremna misja. Opowieść Jana Karskiego-Kozielewskiego. Film dokumentalny o Janie Karskim. Scenariusz i reżyseria Janusz Weychert, 1993.
- Moja misja. Film dokumentalny. Scenariusz i reżyseria: Waldemar Piasecki, Michał Fajbusiewicz. TVP 1996[64]
- Mur. Film dokumentalny przedstawiający historię Artura Szmula Zygielbojma. Scenariusz i reżyseria Mieczysława Wazacza, 2001.
- Człowiek, który chciał zatrzymać holocaust. Film dokumentalny o Janie Karskim (pośmiertny). Scenariusz i reżyseria: Jan Grzyb, 2005.
- Fragmenty wywiadu C. Lanzmanna z Karskim. Reżyseria: Claude Lanzmann, Francja, 1985 (unikatowe materiały niewykorzystane w filmie)
- Wysłannik z Polski (Messanger from Poland), reżyseria Martin Smith, Wielka Brytania 1987
- Posłaniec z piekła. Historia Jana Karskiego (Messenger from Hell). Produkcja: Rafael Medoff, Neil Adams, Stan Lee. USA, Disney Enterprises, 2010. Film animowany.
- Karski i władcy ludzkości (Karski & The Lords of Humanity). Film dokumentalny. Scenariusz: Katka Reszke, Sławomir Grünberg, E. Thomas Wood, reżyseria Sławomir Grünberg. Polska, USA, 2015[65].

Teatr
- Zapamiętaj. Świadectwo Jana Karskiego. Monodram, który powstał w Laboratory for Global Performance and Politics w listopadzie 2019 r. na Uniwersytecie Georgetown. Pokazywany w Londynie we współpracy z Human Rights Watch, podczas obchodów 75. rocznicy wyzwolenia Auschwitz – Birkenau. Grany był w Shakespeare Theatre Company w Waszyngtonie, w Chicago, w Bilbao w ramach The Wellbeing Summit for Social Change, w Nowym Jorku w Theatre for a New Audience i w Berkeley Repertory Theater w Kalifornii. W 2023 roku staraniem Fundacji Edukacyjnej Jana Karskiego oraz Jan Karski Educational Foundation spektakl pokazany w czterech miastach w Polsce. Tytułową rolę gra znany, hollywoodzki aktor, David Strathairn[66].